# Inre Hebriderna

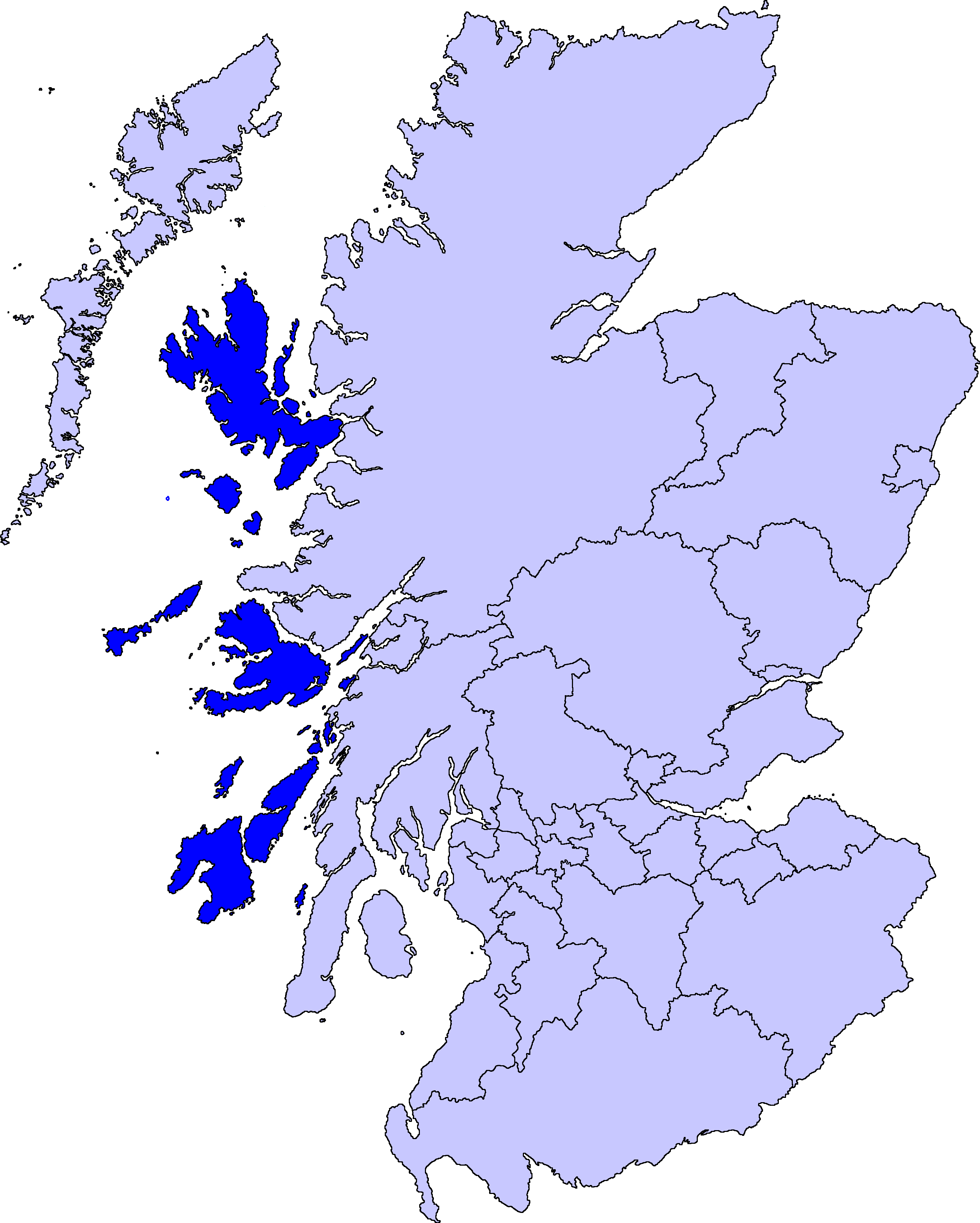
Karta över Skottland med Inre Hebriderna markerade i mörkblå färg.

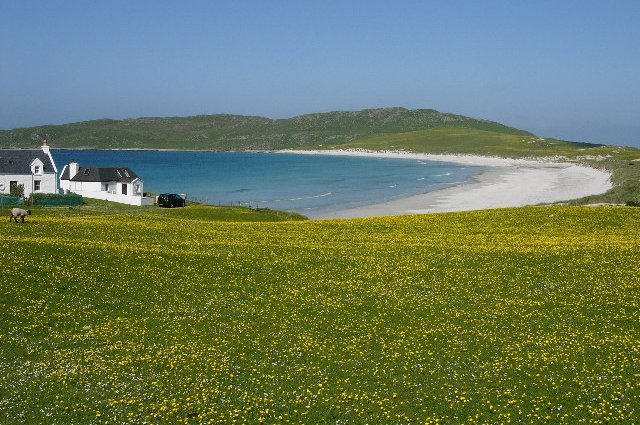
Tiree

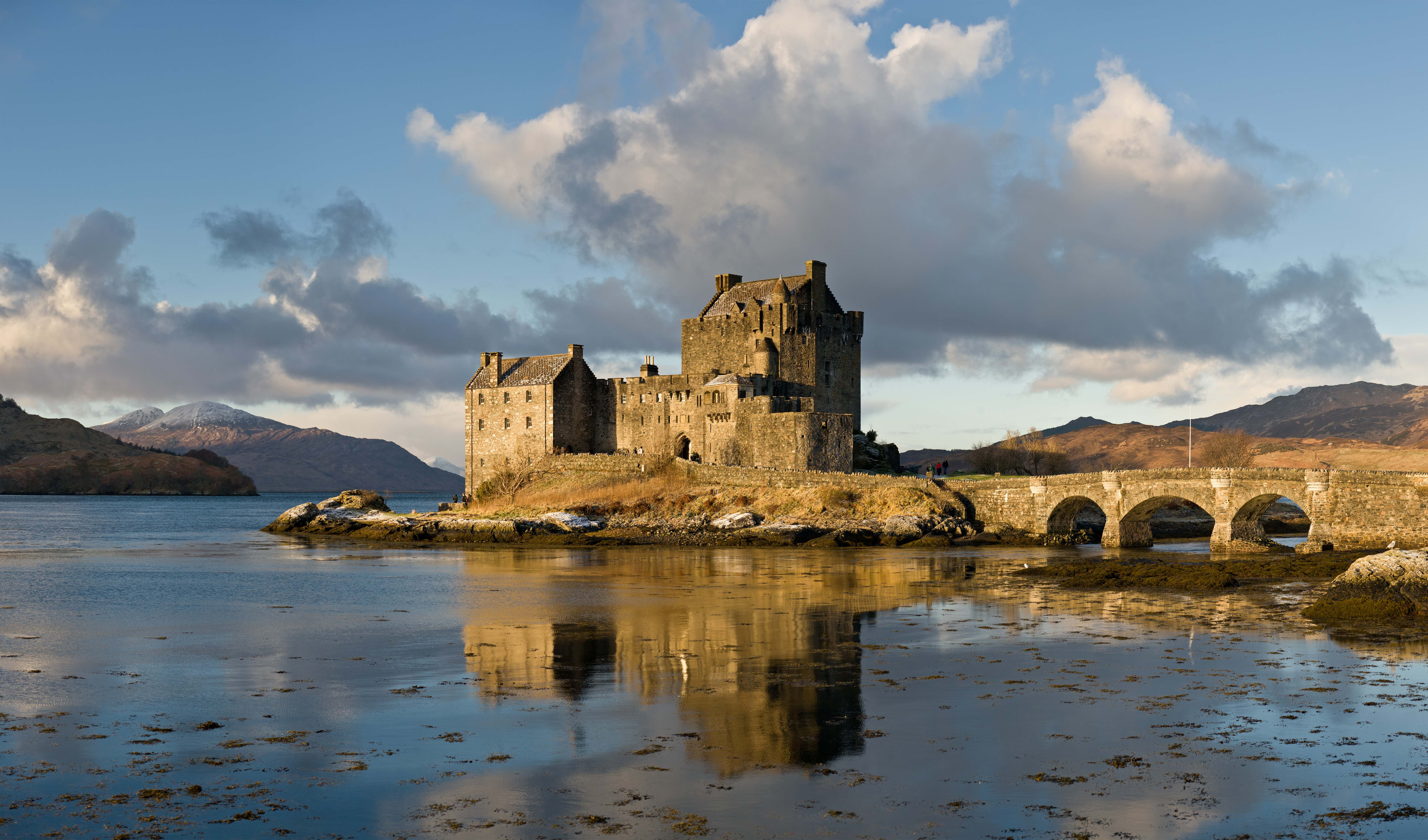
Slottet Eilean Donan

Inre Hebriderna (skotsk gaeliska: Na h-Eileanan a-staigh; engelska: Inner Hebrides) är en del av ögruppen Hebriderna utanför Skottlands västkust i Storbritannien.